# كارين هاين
كارين هاين (بالإنجليزية: Karen Hein)‏ هي طبيبة أطفال أمريكية، ولدت في عام 1944.